# Leptodesmus dentellus
Leptodesmus dentellus är en mångfotingart. Leptodesmus dentellus ingår i släktet Leptodesmus och familjen Chelodesmidae. Inga underarter finns listade i Catalogue of Life.